# Tupé

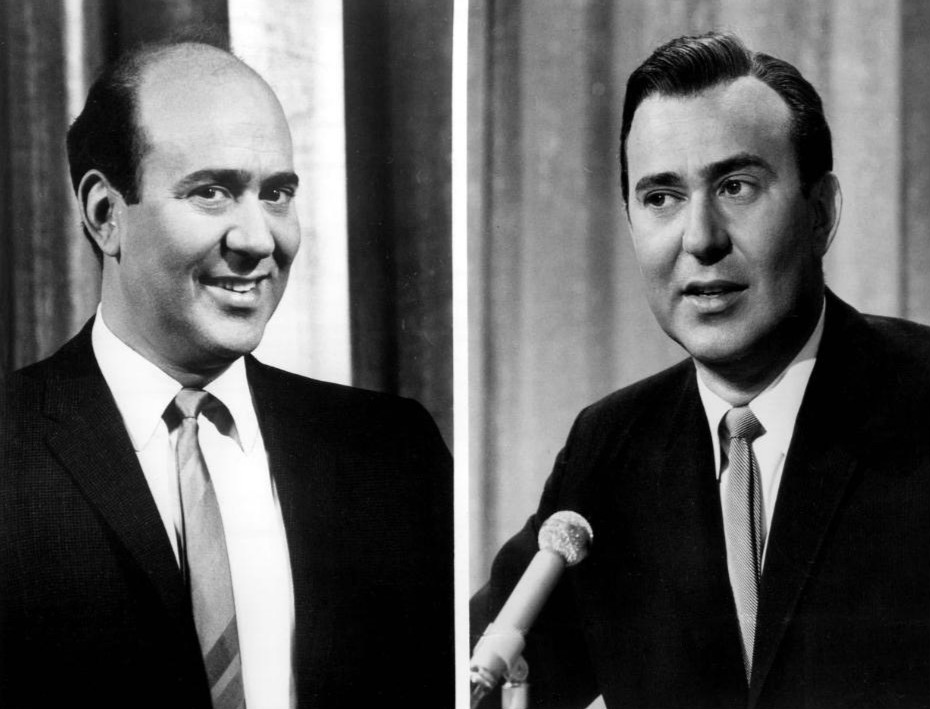
Den amerikanska skådespelaren Carl Reiner utan och med tupé.

Tupé (av franska: toupet) är ett slags "fuskhår" som fästs uppe på huvudet för att täcka lokalt håravfall. En tupé kan maskera "munkfrisyr", det vill säga hår på sidorna men inte på mitten av skallen vilket annars skapar en rund kal ring. I olika filmer drivs det ofta med folk som har tupéer.
Tupéer finns att köpa i vissa frisersalonger och dylikt, och kan också beställas via internet. De kan tillverkas av syntetiskt hår, av människohår eller av hår (päls) från djur.
En tupé fästs mot hjässan med hjälp av ett speciallim men kan även flätas fast i bärarens eget hår eller fästas med ett gummiband.

## Etymologi
Ordet tupé kommer från franskans toupet med betydelsen 'hårtott' eller 'pannlugg'. Det härrör i sin tur från fornfranskans top med samma betydelse, och ordet har germanskt ursprung.

## Källhänvisningar
1. ↑  Birch-Jensen, Malin: "tupé". NE.se. Läst 29 november 2014.
2. ↑  Svenska Akademiens ordbok: Tupé